# Taglung-Kagyü
Taglung-Kagyü (tib.: stag lung bka' brgyud) bezeichnet eine der Schulen, die aus der Kagyü-Schultradition des
tibetischen Buddhismus hervorgegangen ist.
Die Taglung-Kagyü gehört zu den sogenannten „acht kleinen Schulen“ der Kagyü und wurde nach dem von Taglung Thangpa Trashi Pel (tib.: stag lung thang pa bkra shis dpal; 1142–1209/10) im Jahre 1180 gegründeten Taglung-Kloster benannt. Taglung Thangpa Trashi Pel war Schüler des Phagmo Drupa Dorje Gyelpo (1110–1170), einem der wichtigsten Schüler Gampopas.
Einer der derzeitigen Linienhalter der Taglung-Kagyü-Schule ist der 7. Phagchog Rinpoche (tib.: 'phags mchog rin po che). Auch der in der Schweiz lebende Nyingma-Lama Chokling Jigme Palden Rinpoche hält die Übertragung der Taglung-Kagyü.

## Klöster
- Taglung-Kloster ("Oberes Kloster")
- Riboche-Kloster ("Unteres Kloster")